# Hiéroglyphe égyptien N30
Le monticule de terre avec buissons en hiéroglyphes égyptiens, est classifié dans la section N « Ciel, terre, eau » de la liste de Gardiner ; il y est noté N30.

## Représentation
Il représente une butte de terre sur laquelle pousse trois buissons. Il est translittéré jȝt.

## Utilisation
| N30 · t · Z1 | / | i | A | t · N30 |

| N30 · t · Z1 | / | i | A | t · N30 |